# Nils Arehn
Nils Arehn (30 de diciembre de 1877-1 de abril de 1928) fue un actor teatral y cinematográfico de nacionalidad sueca. Fue padre de la actriz Ingrid Arehn, y abuelo de Mats Arehn.

## Biografía
Su nombre completo era Nils Oscar Gerhard Arehn, y nació en Sundsvall, Suecia, siendo sus padres el inspector de tráfico Anders Oskar Leonard Arehn y su esposa, Gurli Katarina Gustava Hjortsberg. Estudió actuación bajo la dirección de Hedvig Raa-Winterhjelm en 1898–1900. 
Arehn trabajó en el Teatro Dramaten en 1900–1906, en el Svenska teatern de Estocolmo en 1906–1914, actuó en gira para Albert Ranft en 1916–1917, y pasó al Lorensbergsteatern de Gotemburgo en 1917–1920. 
Debutó en el cine en 1913, actuando en algo menos de una treintena de producciones. 
Nils Arehn falleció en 1928 en Estocolmo, Suecia, a causa de una neumonía. Fue enterrado en el Cementerio Norra begravningsplatsen de esa ciudad.

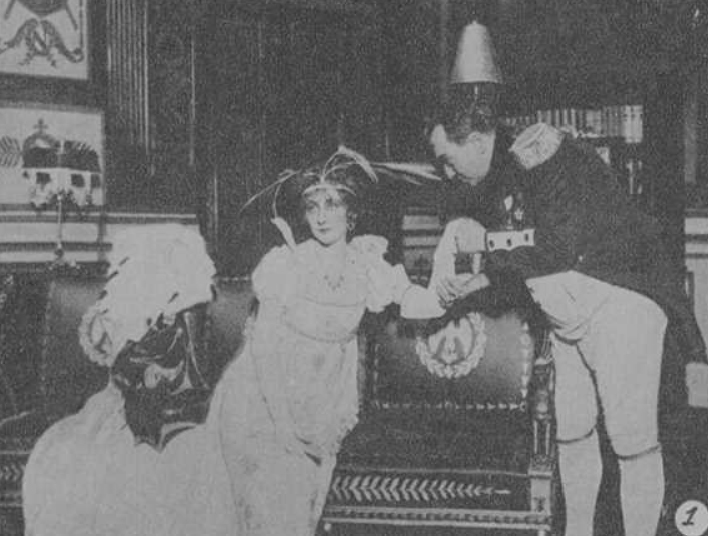
Nils Arehn y Maja Ljunggren en Madame Sans-Gêne

Había estado casado con la actriz Jenny Anna Maria "Maja" Ljunggren (1878–1921), hija de Gustav Adolf Ljunggren y Emma Götilda Hellberg. Tuvieron dos hijos: Ingeborg Anna Birgitta (1902–1924) y Nils Oskar Gustav (1905–1906).
La pareja se divorció. Él se casó nuevamente en 1919 con Karin Amalia Bergqvist (1890–1975), y  Maja Ljunggren se casó más adelante con Einar Axelsson. 

## Filmografía
- 1913 : Livets konflikter
- 1913 : De lefvande dödas klubb
- 1914 : Dömen icke
- 1917 : Tösen från Stormyrtorpet
- 1918 : Berg-Ejvind och hans hustru
- 1919 : Hans nåds testamente
- 1919 : Hemsöborna
- 1919 : Surrogatet
- 1920 : Carolina Rediviva
- 1920 : Karin Ingmarsdotter
- 1920 : Fiskebyn
- 1921 : Körkarlen
- 1922 : Amatörfilmen
- 1922 : Thomas Graals myndling
- 1923 : Mälarpirater
- 1924 : 33.333
- 1924 : Unge greven ta'r flickan och priset
- 1925 : Damen med kameliorna
- 1925 : Två konungar
- 1925 : Flygande holländaren
- 1925 : Kalle Utter
- 1925 : Ingmarsarvet
- 1926 : Mordbrännerskan
- 1926 : Flickan i frack
- 1926 : Till Österland
- 1927 : Trollälgen
- 1927 : Hin och smålänningen
- 1927 : Bara en danserska
- 1928 : Gustaf Wasa del II

## Teatro

### Actor
- 1901 : Sällskap där man har tråkigt, de Édouard Pailleron, Dramaten[6]
- 1901 : Bianca Capello, de Per Hallström, Dramaten[7]
- 1902 : Karl XII, de August Strindberg, Dramaten[8]
- 1903 : Guld och gröna skogar, de Tor Hedberg, Dramaten[9]
- 1903 : Som blad för stormen , de Giuseppe Giacosa, Dramaten[10]
- 1904 : Nero, Dramaten[11]
- 1905 : Antoinette Sabrier, de Romain Coolus, Dramaten[12]
- 1905 : Lynggaard & C:o, de Hjalmar Bergstrøm, Dramaten[13]
- 1905 : Cyrano de Bergerac, de Edmond Rostand, Dramaten[14]
- 1906 : Far och son, de Gustav Esmann, Dramaten[15]
- 1906 : Uppgörelse, de Ignatij Nikolajevitj Potapenko, Dramaten[16]
- 1906 : Svärmor, de Léon Gandillot, Vasateatern[17]
- 1906 : Rosenlogen, de Rudolph Lothar, Vasateatern[18]
- 1906 : Bankrutt, de Felix Philippi, Vasateatern[19]
- 1907 : Fernands giftermål, de Georges Feydeau, Vasateatern[20]
- 1907 : Gamla Heidelberg, de Wilhelm Meyer-Förster, Svenska teatern de Estocolmo[21]
- 1907 : Kronbruden, de August Strindberg, dirección de Victor Castegren, Svenska teatern[22]
- 1907 : Henrik IV, de William Shakespeare, Svenska teatern[23]
- 1907 : Vackra Marseillesiskan, de Pierre Berton, Vasateatern[24]
- 1907 : Lika barn leka bäst, de Roberto Bracco, Vasateatern[25]
- 1907 : Telefonhemligheter, de Herman Hanslleiter y Max Reiman, Djurgårdsteatern[26]
- 1907 : Johannes, de Hermann Sudermann, Svenska teatern[27][28]
- 1907 : Mäster Olof, de August Strindberg, Svenska teatern[29]
- 1908 : Cuento de invierno, de William Shakespeare, Svenska teatern[30]
- 1908 : Tjuven, de Max Bernstein, Svenska teatern[31]
- 1908 : Två konungar, de Ernst Didring, Svenska teatern[32]
- 1908 : Under epåletten, de Arthur Bernède, Svenska teatern[33]
- 1908 : Mrs Warrens yrke, de George Bernard Shaw, Svenska teatern[34][35]
- 1909 : Den röda hanen, de Palle Rosenkrantz, Svenska teatern[36][37]
- 1909 : Bjälbojarlen, de August Strindberg, dirección de Victor Castegren, Svenska teatern[38]
- 1909 : Tjänaren i huset, de Charles Rann Kennedy, dirección de Victor Castegren, Svenska teatern[39][40]
- 1909 : Moral, de Ludwig Thoma, Svenska teatern[41]
- 1909 : Trohetseden, de Oscar Blumenthal, Vasateatern[42]
- 1909 : Djävulens lärjunge, de George Bernard Shaw, dirección de Karl Hedberg, Svenska teatern[43]
- 1909 : Kungen, de Gaston Arman de Caillavet, Robert de Flers y Emmanuel Arène, Svenska teatern[44]
- 1910 : Karlavagnen, de Tor Hedberg, Svenska teatern[45]
- 1910 : Nils Ehrensköld, de Gustaf von Horn, Svenska teatern[46]
- 1910 : Örnarna, de Ernst Didring, dirección de Karl Hedberg, Svenska teatern[47]
- 1910 : Chokladdockan, de Paul Gavault, Svenska teatern[48]
- 1910 : Högre politik, de Richard Skowronnek, Svenska teatern[49]
- 1910 : De ungas förbund, de Henrik Ibsen, Svenska teatern[50]
- 1911 : Gamla Heidelberg, de Wilhelm Meyer-Förster, Svenska teatern[51]
- 1911 : Wallenstein, de Friedrich Schiller, dirección de Gunnar Klintberg, Svenska teatern[52]
- 1911 : La leyenda de Gösta Berling, de Selma Lagerlöf, dirección de Albert Ranft, Svenska teatern[53]
- 1911 : En hustru för mycket, de Francis de Croisset, dirección de Gunnar Klintberg, Svenska teatern[54][55]
- 1911 : Gardesofficeren, de Ferenc Molnár, dirección de Gunnar Klintberg, Svenska teatern[56]
- 1911 : Den starkaste, de Clyde Fitch, dirección de Gunnar Klintberg, Svenska teatern[57]
- 1911 : Den gamla goda tiden: Stockholmsbilder från 1830-talet, de Peter Fristrup y Hjalmar Selander, Svenska teatern[58]
- 1912 : Quo Vadis?, de Henryk Sienkiewicz, Svenska teatern[59]
- 1912 : De fem frankfurtarna, de Carl Rössler, Svenska teatern[60]
- 1914 : La doncella de Orleans, de Friedrich Schiller, Svenska teatern[61]
- 1915 : Las alegres comadres de Windsor, de William Shakespeare, dirección de Emil Grandinson, Komediteatern[62]
- 1917 : Angele, de Otto Erich Hartleben, dirección de Gustaf Linden, Lorensbergsteatern[63]
- 1917 : Erik XIV, de August Strindberg, Lorensbergsteatern[64]
- 1919 : Sanningen, de Clyde Fitch, dirección de Per Lindberg, Lorensbergsteatern[65]
- 1919 : Segergudinnan, de Ernst Didring, Komediteatern[66]
- 1920 : Aigretten, de Dario Niccodemi, dirección de Einar Fröberg, Komediteatern[67]
- 1920 : För mycket kärlek, de Georges de Porto-Riche, dirección de Emil Grandinson, Komediteatern[68]
- 1920 : Öga för öga, de John Galsworthy, dirección de Einar Fröberg, Komediteatern[69]
- 1920 : Min far hade rätt, de Sacha Guitry, dirección de Einar Fröberg, Komediteatern[70]
- 1922 : Nu kommer madame, de Gilda Varesi y Dolly Byrne, dirección de Nils Arehn, Blancheteatern[71]
- 1922 : Babyn, de Hans Sturm y Fritz Jakobstedter, dirección de Nils Arehn, Blancheteatern[72]
- 1925 : Brutna vingar, de Pierre Wolff, dirección de Gunnar Klintberg, Vasateatern[73]
- 1925 : Det stora barndopet, de Oskar Braaten, dirección de Pauline Brunius, Vasateatern[74]
- 1926 : De nya herrarna, de Robert de Flers y Francis de Croisset, dirección de Gunnar Klintberg, Vasateatern[75]
- 1926 : Morfars hus, de Ejnar Smith, dirección de Gunnar Klintberg, Vasateatern[76][77]
- 1926 : Hjälten på den gröna ön, de John Millington Synge, dirección de Per Lindberg, Komediteatern[78]
- 1927 : Dibbuk, de S. Ansky, dirección de Robert Atkins, Teatro Oscar[79][80]
- 1927 : Spelet om kärleken och döden, de Romain Rolland, dirección de Rune Carlsten, Teatro Oscar
- 1928 : Daglannet, de Bjørnstjerne Bjørnson, dirección de Pauline Brunius, Teatro Oscar[81]
- 1928 : Rötmånad, de Erik Lindorm, dirección de John W. Brunius, Teatro Oscar[82][83]

### Director
- 1922 : Nu kommer madame, de Gilda Varesi y Dolly Byrne, Blancheteatern
- 1922 : Babyn, de Hans Sturm y Fritz Jakobstedter, Blancheteatern